# Manda-Inakir
Manda-Inakir (àrab: ماندا-إناكير, Māndā-Inākīr) és un sistema de fissures i cons d'escòria situats al llarg de les fronteres entre Djibouti, Eritrea i Etiòpia. L'última erupció va tenir lloc el 1928 en un con d'escòria anomenat Kammourta. Té una altura de més de 600 metres.